# Kraftwerk Lütschental
Das Kraftwerk Lütschental in Lütschental im Schweizer Kanton Bern ist ein Wasserkraftwerk mit einer installierten Leistung von 12 MW, das bis 1908 errichtet wurde. Ausgeführt ist es als Mitteldruckkraftwerk zur Erzeugung von Bahnstrom. Es steht wie das zugehörige Wasserschloss unter Denkmalschutz.

## Geschichte
Das Kraftwerk wurde von Ende 1906 bis 1908 von der Jungfraubahn-Gesellschaft als Bauherrin erbaut und am 3. November 1908 in Betrieb genommen. Generalunternehmerin war die Elektrizitätsgesellschaft Alioth gewesen, die Bauüberwachung hatten die Architekten Haller & Schindler in Zürich. Vier Pelton-Turbinen von je knapp über 1 MW (1'370 PS) trieben Generatoren von je 1 MW, welche eine elektrische Spannung mit 7,5 kV mit einer Frequenz von 40 Hz lieferten. Mit damals neuentwickelten Generatoren der Firma Haefely konnte 1916 die Leistung auf 4,6 MW gesteigert werden. Zehn Jahre später kam eine fünfte Maschinengruppe mit einem Generator von 2,5 MW hinzu. Von 1923 bis 1960 erzeugten die Generatoren Frequenzen von 40 und 50 Hz, danach wurden alle Bahnen mit 16 kV und 50 Hz betrieben. Ein Verbundnetz mit den Bernischen Kraftwerken (BKW) bestand ab 1932. Betreiber war 1946 die «Wengernalp- und Jungfraubahn».
Von 2003 bis 2005 wurde eine neue Wehranlage in Burglauenen errichtet. Die fünf Maschinengruppen von 1916 und 1926 wurden von 2008 bis 2011 durch zwei Gruppen mit vertikal angeordneten sechsdüsigen Pelton-Turbinen ersetzt. Mit einer installierten Leistung von 11,5 MW  können pro Jahr 55 GWh elektrische Energie erzeugt werden, statt 35 GWh zuvor. Versorgt werden neben der Jungfraubahn, die Schynige Platte-Bahn, die Berner-Oberland-Bahnen (BOB), die Wengernalpbahn, die Bergbahn Lauterbrunnen–Mürren sowie die Gemeinden Lütschental, Burglauenen und Gündlischwand mit Zweilütschinen.
Das Kraftwerksgebäude wurde 2004 rechtskräftig in das Bauinventar der Denkmalpflege des Kantons als «schützenswert» aufgenommen.

## Lage und Beschreibung
Das Bauwerk steht am Südufer der Schwarzen Lütschine. Am Nordufer des Flusses verläuft die Bahnstrecke Zweilütschinen–Grindelwald der BOB.
Der «tadellos erhaltene» Putzbau im Heimatstil gilt als «originell» und besitzt sehr viel Bausubstanz von 1908. Er erhebt sich über einem Kalksteinsockel. Die grossflächigen Fenster der zehnachsigen Turbinenhalle sind paarweise gruppiert. Rauher rot-brauner Putz wird von helleren Dekorationen in Zahnschnitt und den weiss und glatt verputzten Fenstergewändern rhythmisiert. Eine «höchst attraktive Staffelung der Walmdächer» ergibt sich aus dem aufgelockerten Bauvolumen der Halle und ihrer Anbauten. Die Lukarnen scheinen unter ihren grossen Walmdächern etwas klein geraten. In der Gemeinde ist das Bauwerk «einzigartig», als Kraftwerksbau gilt er im Berner Oberland als «vorzüglicher Vertreter».

## Wasserschloss

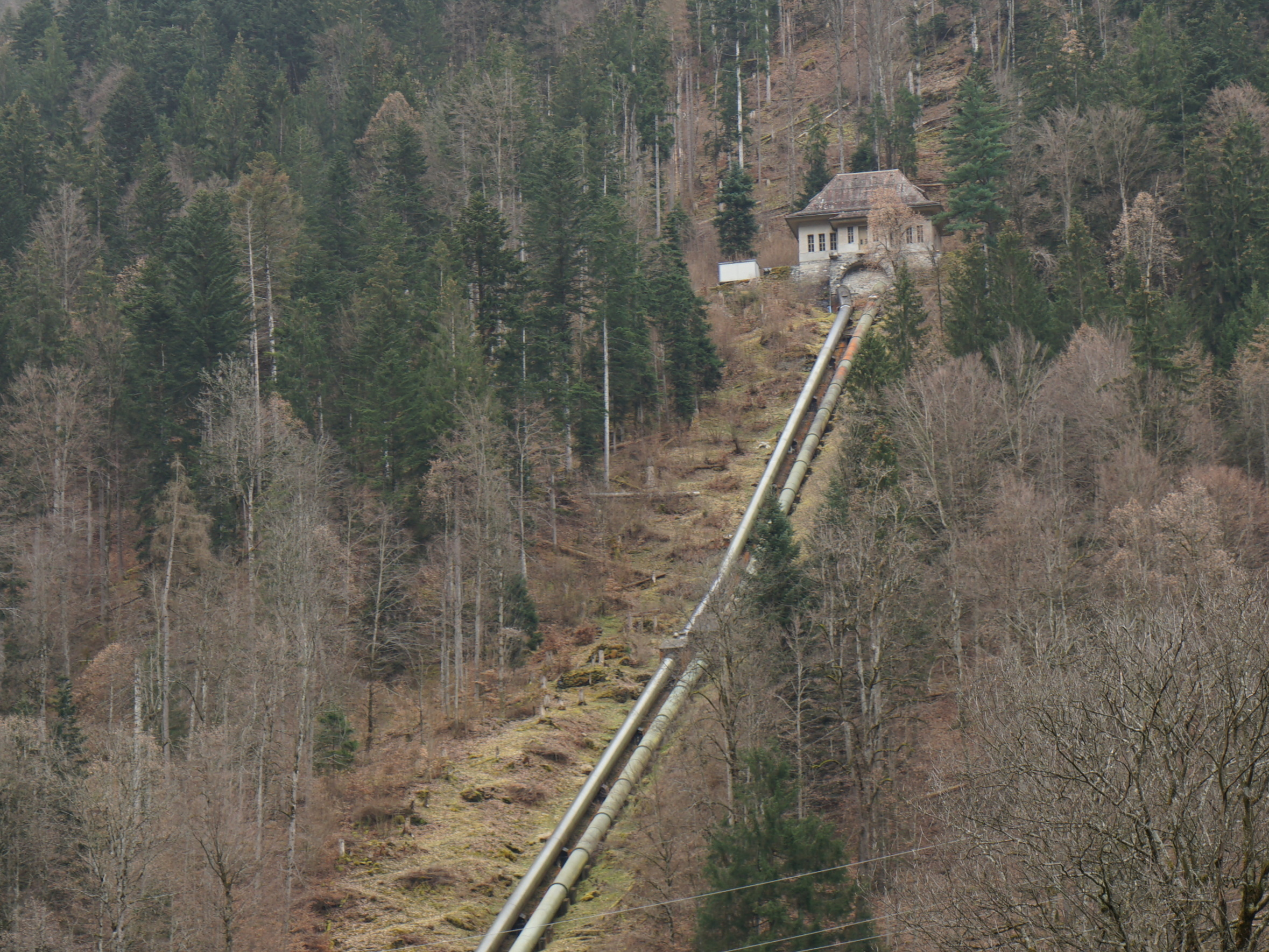
Wasserschloss und Druckleitungen, 2023

Das Wasserschloss oberhalb des Kraftwerks steht auf dem Gebiet von Burglauenen in der Gemeinde Grindelwald und wurde ebenfalls bis 1908 errichtet. Sein Baukörper, die beiden Druckleitungen sowie die Waldschneise prägen als «wichtige Landschaftselemente» die Nordseite des Tschingelbergs. Es gilt als «vorzüglicher Vertreter» der Industriearchitektur im Berner Oberland sowie als «Blickfang mit imposanter Fernwirkung». Das Wasserschloss wurde 2010 als «schützenswert» in das Bauinventar der Denkmalpflege aufgenommen.
Auf einer Mauer aus bossierten Kalksteinquadern lagert der Baukörper im Heimatstil. Sein Mittelrisalit kragt stark vor, wodurch zwei Bauvolumen und eine «lebhaften Staffelung» der Walmdächer entstehen. Die Fassade wird durch unterschiedlich verputzte und bemalte Wandflächen gegliedert.

## Belege
1. 1 2  Eidgenössisches Amt für Wasserwirtschaft (Hrsg.): Statistik der Wasserkraftanlagen in der Schweiz abgeschlossen auf 1. Januar 1947. Bern 1947. S. 46–47.
2. 1 2  jungfrau.ch: Kraftwerk Lütschental. (abgerufen am 13. März 2024).
3. 1 2  Denkmalpflege des Kantons Bern: Zentrale 235a. 3816 Lütschental. In: Bauinventar des Kantons Bern. Abgerufen am 13. März 2024.
4. 1 2  Denkmalpflege des Kantons Bern: Grindelwald. Sulligerweidweg 13a. 3816 Burglauenen. In: Bauinventar des Kantons Bern. Abgerufen am 13. März 2024.